# Héctor Claramunt
Héctor Claramunt (Barcelona, 28 de novembre de 1976) és un actor i guionista de cinema català. Va debutar com a actor al telefilm Nines russes, emès per TV3 el 2002 i dirigit per Pau Freixas. L'èxit li arribaria el 2003 amb Cambra obscura, pel·lícula en la qual fou actor i coguionista amb Pau Freixas i per la que fou nominat al premi al millor guió als III Premis Barcelona de Cinema.
En cinema va fer del rei Alfons XIII d'Espanya a El coronel Macià de Josep Maria Forn (2006) i ha fet petits papers a Herois de Pau Freixas, Els ulls de la Júlia de Guillem Morales (2010) i No habrá paz para los malvados (2011). Però on ha destacat el seu treball ha estat a la televisió. Ha treballat principalment per a TV3, en la que ha fet de guionista de les sèries Àngels i Sants (2006), dirigida per Pau Freixas, i El crac (2014), dirigida per Joel Joan, i en les que ha fet també d'actor, de la mateixa manera que a Polseres vermelles (2011). També ha fet papers de repartiment a sèries de Telecinco i Antena 3, com Génesis, en la mente del asesino, Hospital Central, El comisario, Desaparecida, El internado, Los hombres de Paco o Luna, el misterio de Calenda.
El 2018 va debutar en teatre dirigint amb Joel Joan la comèdia Escape room al Teatre Goya. El 2022 va adaptar l'obra al cinema, en la seva primera pel·lícula com a director.

## Filmografia
- Nines russes (2002)
- 16 dobles (2003)
- Cambra obscura (2003)
- El coronel Macià (2006)
- Àngels i Sants (2006)
- Herois (2010)
- Els ulls de la Júlia (2010)
- No habrá paz para los malvados (2011)
- El crac (2014)
- Escape Room: La pel·lícula (2022), director